# Ryunosuke Okamoto
Ryunosuke Okamoto (født 9. oktober 1984) er en tidligere japansk fodboldspiller.
Han har spillet for flere forskellige klubber i sin karriere, herunder Gamba Osaka og Tokushima Vortis.